# Delta Crateris
Delta Crateris (δ Crt, δ Crateris) je hvězda v jižním  souhvězdí Poháru. Se zdánlivou magnitudou 3,56 je nejjasnější hvězdou v tomto poměrně slabém souhvězdí. Její roční paralaxní posun při měření ze Země činí 17,017 mas, což naznačuje, že Delta Crateris leží ve vzdálenosti 192 světelných let od Slunce.
Je to vyvinutá oranžová obří hvězda spektrální třídy G9III. Delta Crateris je členem tzv. červené skupiny, což znamená, že generuje energii nukleární fúzí helia ve svém jádře. Hvězda má odhadovanou hmotnost 1,47násobku hmotnosti Slunce, ale rozrostla se na 20násobek poloměru Slunce.
Její stáří je přibližně 2,89 miliardy let a rychlost rotace je příliš malá na to, aby se dala změřit. Delta Crateris vyzařuje ze své vnější obálky při efektivní teplotě 4 540 K 150násobek zářivého výkonu Slunce.